# Grayson McCouch
Grayson McCouch (New York, 29 ottobre 1968) è un attore statunitense.

## Biografia
McCouch è nato a New York, figlio di Rina e Donald McCouch, un banchiere. Sua madre era israeliana. McCouch ha conseguito la laurea all'Hamilton College. Dopo essersi trasferito a Los Angeles, l'attore ha interpretato il ruolo di Sean Logan in Legacy dal 1998 al 1999. 

## Filmografia

### Cinema
- Armageddon - Giudizio finale (Armageddon), regia di Michael Bay (1998)
- Momentum, regia di James Seale (2003)

### Televisione
- Cosby indaga (The Cosby Mysteries) – serie TV, episodio 1x12 (1995)
- Beverly Hills 90210 – serie TV, episodio 7x15 (1997)
- Così gira il mondo – serie TV, 613 episodi (2003-2010)
- Gotham – serie TV, episodi 1x01-3x16-5x07 (2014-2019)